# Le sabbie di Marte
Le sabbie di Marte (The Sands of Mars) è un romanzo di fantascienza di Arthur C. Clarke pubblicato nel 1951, ossia prima che l'uomo fosse in grado di viaggiare nello spazio. La storia è ambientata principalmente sul pianeta Marte, che è stato colonizzato dall'umanità ed è ora un importante centro di ricerca. Pur essendo stato esaminato attentamente, il pianeta è ben lungi dall'essere stato completamente esplorato.

## Trama
Martin Gibson, un famoso autore di fantascienza, è in viaggio alla volta di Marte, come ospite dell'equipaggio dell'astronave "Ares". Prima di tracciare la rotta per il pianeta rosso, tappa obbligata è la "Stazione Spaziale Uno" che si trova nell'orbita terrestre e da cui partono tutti i viaggi interplanetari.
Al più giovane membro dell'equipaggio, Jimmy Spencer, ancora apprendista astronauta, viene assegnato il compito di seguirlo e rispondere alle sue domande sulla tecnologia utilizzata. Tra i due fiorisce un legame d'amicizia che porterà Gibson a raccontare al ragazzo la sua vita, di come fu costretto a causa di un esaurimento nervoso a lasciare definitivamente l'Università di Cambridge. Dopo una cura psichiatrica, si dedicò a tempo pieno alla carriera di scrittore. Gli rivela inoltre di aver avuto una storia d'amore all'università, ma che la fidanzata lo lasciò. Lei si sposò con un altro uomo, ebbe un figlio e morì prematuramente.
Su Marte, Gibson e l'equipaggio prendono strade separate. Gibson decide di incontrare il capo esecutivo di Marte, Warren Hadfield, ed il Sindaco Whittaker che, assieme, dirigono la colonia marziana dalla base di Port Lowell. In quest'occasione, Hadfield descrive gli sforzi che sta compiendo per rendere la colonia più autosufficiente possibile, vista l'enorme distanza che la separa dalla Terra.
Durante un viaggio verso una stazione, Gibson e l'equipaggio vengono bloccati a terra da una tempesta di polvere. Essi esplorano l'area circostante e scoprono un piccolo gruppo di animali simili a canguri, gli inattesi indigeni di Marte. Essi appaiono avere limitata intelligenza secondo gli standard umani, sono vegetariani e traggono l'ossigeno per il loro metabolismo da piante marziane. Si rivelerà più tardi che queste piante, generatrici di ossigeno, sono già coltivate da un gruppo di ricercatori per arricchire di ossigeno l'atmosfera di Marte. Questo progetto ed altri correlati sono tenuti segreti alla Terra.
Gibson scopre che Spencer è suo figlio (non glielo rivelerà per il momento) mentre quest'ultimo si innamora di Irene, la figlia di Hadfield.
Hadfield rivela che gli scienziati stanno lavorando al progetto "Aurora" che prevede l'attivazione di reazioni nucleari sul satellite Fobos per usarlo come "secondo sole" per Marte. Esso potrà bruciare per mille anni e il calore extra dovrebbe garantire insieme ad una coltivazione di massa delle piante generatrici di ossigeno, la possibilità di rendere respirabile l'atmosfera agli umani.
Gibson alla fine deciderà di rimanere su Marte, dopo aver compreso l'importanza del suo diventare autosufficiente. Prenderà l'incarico di addetto alle pubbliche relazioni, per "vendere" Marte ai potenziali coloni.

## Edizioni
- Arthur C. Clarke, The Sands of Mars, Sidgwick & Jackson, 1951.
- Arthur C. Clarke, Le sabbie di Marte, traduzione di Maria Gallone, n. 1, Urania, Milano, Arnoldo Mondadori Editore, ottobre 1952.
- Arthur C. Clarke, Le sabbie di Marte, Urania, n. 402, Mondadori, 1965.
- Arthur C. Clarke, Le sabbie di Marte e otto racconti, traduzione di Maria Gallone, Milano, Club degli Editori, 1976.
- Arthur C. Clarke, Le sabbie di Marte, Classici Urania, 7,, Mondadori, 1977.
- Arthur C. Clarke, Le sabbie di Marte, prefazione di Franco Forte, Urania collezione, n. 150, Mondadori, 2015.